# コスモス薬品
株式会社コスモス薬品（コスモスやくひん、英: COSMOS Pharmaceutical Corporation）は、福岡県福岡市に本社を置き、「ドラッグストアコスモス」の屋号で、九州を中心としてドラッグストアチェーンを運営する企業。2004年11月にマザーズに上場。2006年5月に東京証券取引所1部に上場。

## 概要
店舗名は「ドラッグストアコスモス」、「スーパードラッグコスモス」、「ディスカウント ドラッグコスモス」と変移し、現在は再び「ドラッグストアコスモス」となっている。調剤薬局併設の店舗は「コスモス薬局」と称する。
業界に先駆けて1994年にポイント還元を始めたが、2003年5月の個人情報保護法の成立にタイミングを合わせてポイント還元を廃止し、EDLP（エブリデー・ロープライス、毎日安売り）販売戦略に転換した。
徹底した小商圏ドミナント戦略ながら、店舗サイズは郊外型大型店舗クラスで展開しており、客の目的買いを満たす定番商品に出来るだけ絞りつつ、ドラッグストアでは手薄になりがちな食品も多数品揃えし（コストの掛かる生鮮食品・惣菜を除く）、滞在時間を減らして来客頻度を上げる方向を目指した大型のコンビニエンスストアに近いスタイルも持ち合わせた、いわゆる「フード＆ドラッグ」と呼ばれる業態の代表格である。これらの販売戦略が功を奏し、2001年から5年間で約4倍の店舗数に急成長している。
1000～2000平方メートルという大型店舗フォーマットに特化することで、少人数でも運営できる効率的な店舗展開を行ってきた結果、2019年5月期決算で売上高6000億円の大台を突破し、マツモトキヨシホールディングスなどを抜き、業界3位に浮上した。
2020年5月期の営業収入は約6844億円で、九州に本社のある流通・小売業の中でトップである。2023年の売上高は約8276億円で業界第4位に位置するが、コスモス薬品より上位の3社（ウェルシア、ツルハ、マツキヨココカラ&カンパニー）がM&Aを繰り返しながら規模を拡大していったのに対し、コスモス薬品は創業以来M&Aは一切行わず、自力で勢力を拡大し続けている。
2024年6月時点における店舗数は約1500店舗（九州エリア629店（調剤薬局1店舗含む）、中国エリア212店、四国エリア143店、関西エリア213店、中部エリア153店、関東エリア151店）。なお、現在の店舗展開は公式サイト「店舗分布」を参照。
店舗での決済方法は現金が基本となっており、電子マネーやQR・バーコード決済は利用不可。クレジットカードの利用は免税対応店舗・調剤部門など一部の店舗に限られる。
プライベートブランドには、食品分野の「ON365」、日用品分野の「StandarDay」などがある。

## 沿革
- 1973年（昭和48年）2月 - 宇野回天堂薬局として宮崎県延岡市にて創業。
- 1983年（昭和58年）12月 - 有限会社コスモス薬品を設立。
- 1991年（平成3年） 4月 - 株式会社コスモス薬品へ組織変更。
- 2000年（平成12年）4月 - 宮崎県宮崎市に本社を移転。
- 2004年（平成16年）3月 - 九州地区外への初出店となる大内店（山口県山口市）を開店。
- 2004年（平成16年）11月 - 東京証券取引所マザーズ市場上場。
- 2005年（平成17年）4月 - 福岡県福岡市に本社を移転。
- 2005年（平成17年）5月 - 四国地区への初出店となる竹原店（愛媛県松山市）を開店。
- 2006年（平成18年）5月 - 東京証券取引所市場第一部に上場。
- 2006年（平成18年）11月 - 福岡県八女郡広川町に自社所有物流センターを開設。
- 2010年（平成22年）5月 - 関西地区への初出店となる東二見店（兵庫県明石市）を開店。
- 2015年（平成27年）11月 - 中部地区への初出店となる東日野店（三重県四日市市）を開店。
- 2018年（平成30年）5月26日 - 北陸地区への初出店となる小浜木崎店（福井県小浜市）を開店[9][10]。
- 2019年（平成31年）4月17日 - 首都圏への初出店となる広尾駅店（東京都渋谷区広尾）を開店、そのほか中野サンモールなどに小型店を計5店出店して東京進出を果たす[11]。

## ギャラリー

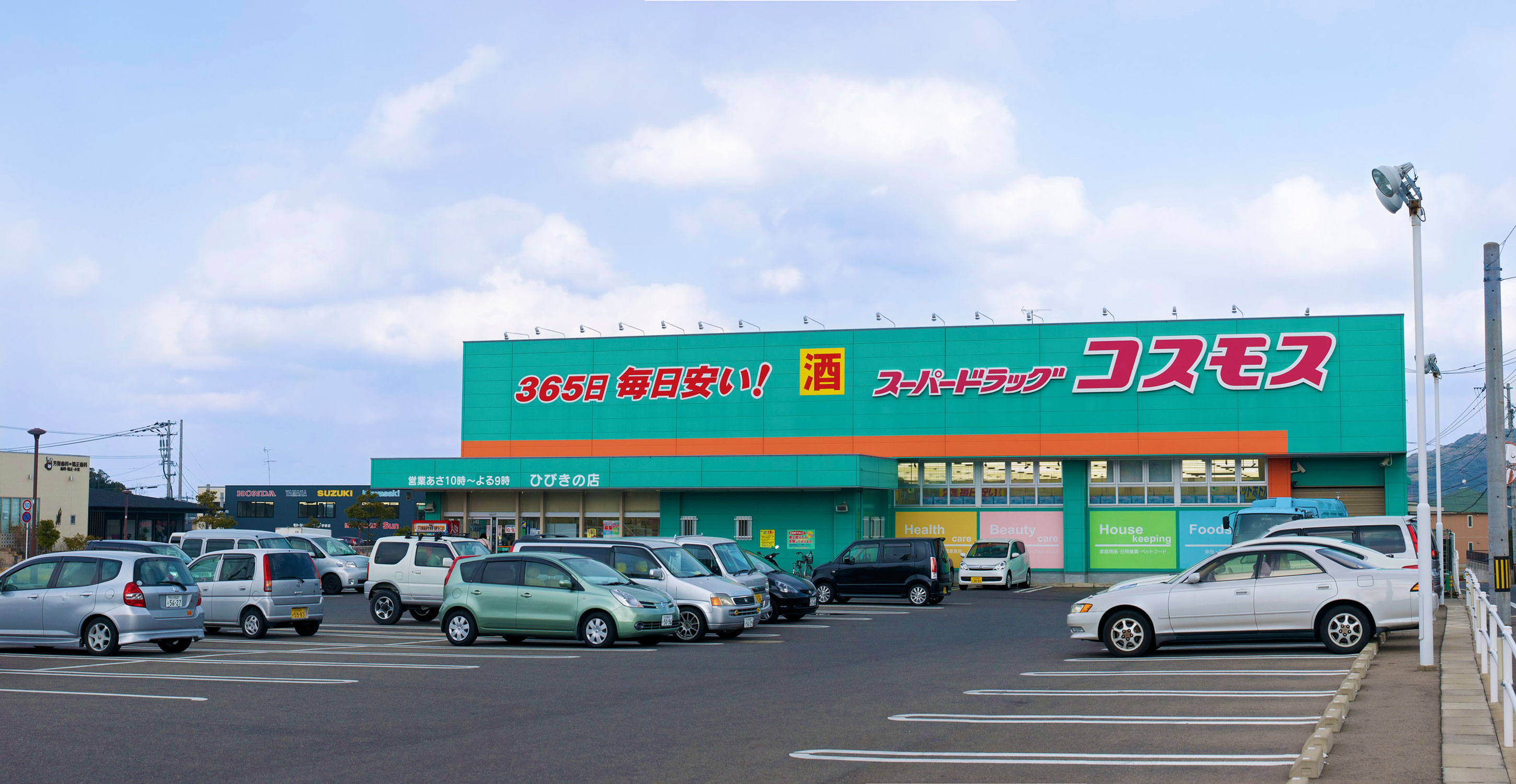
ひびきの店（福岡県北九州市）
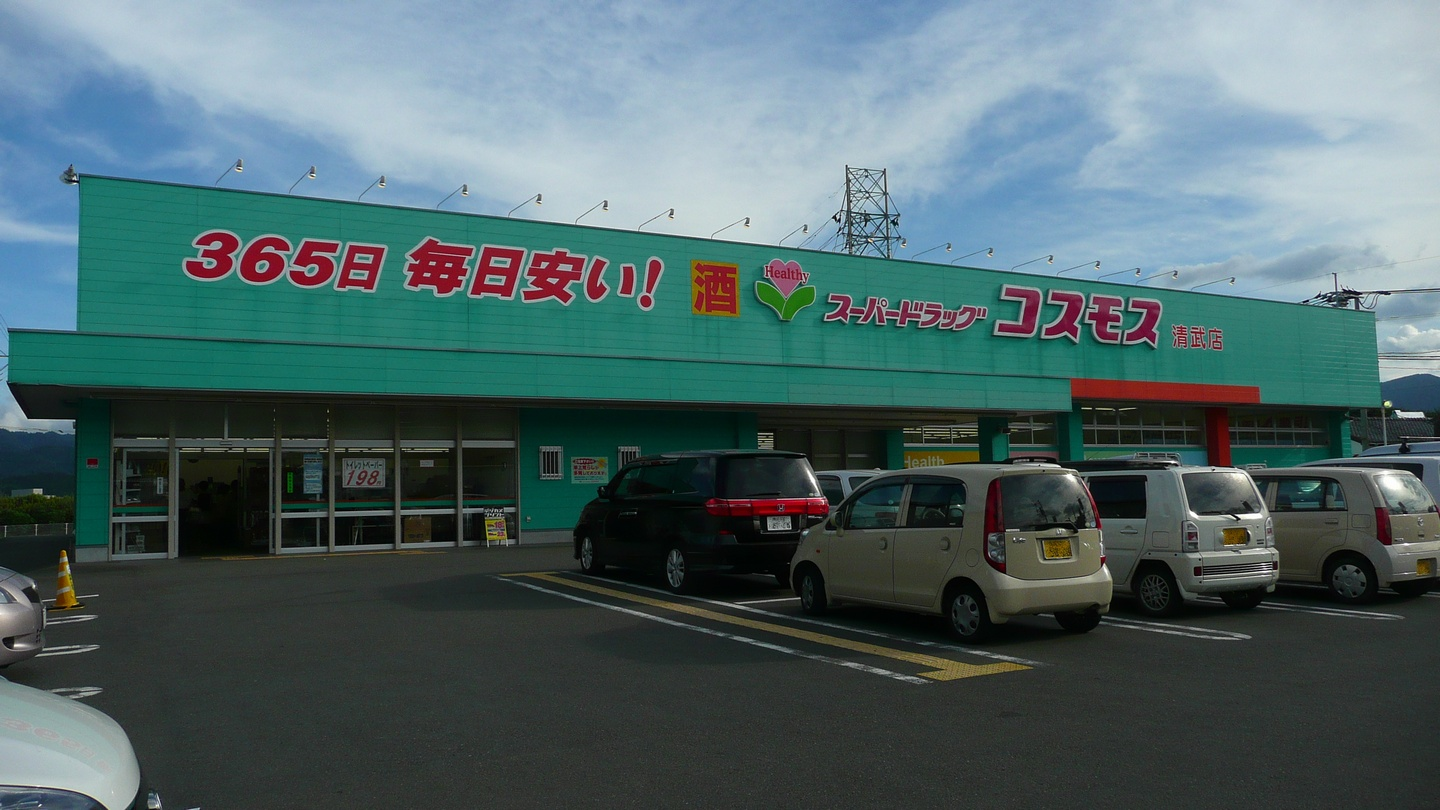
清武店（宮崎県宮崎市）
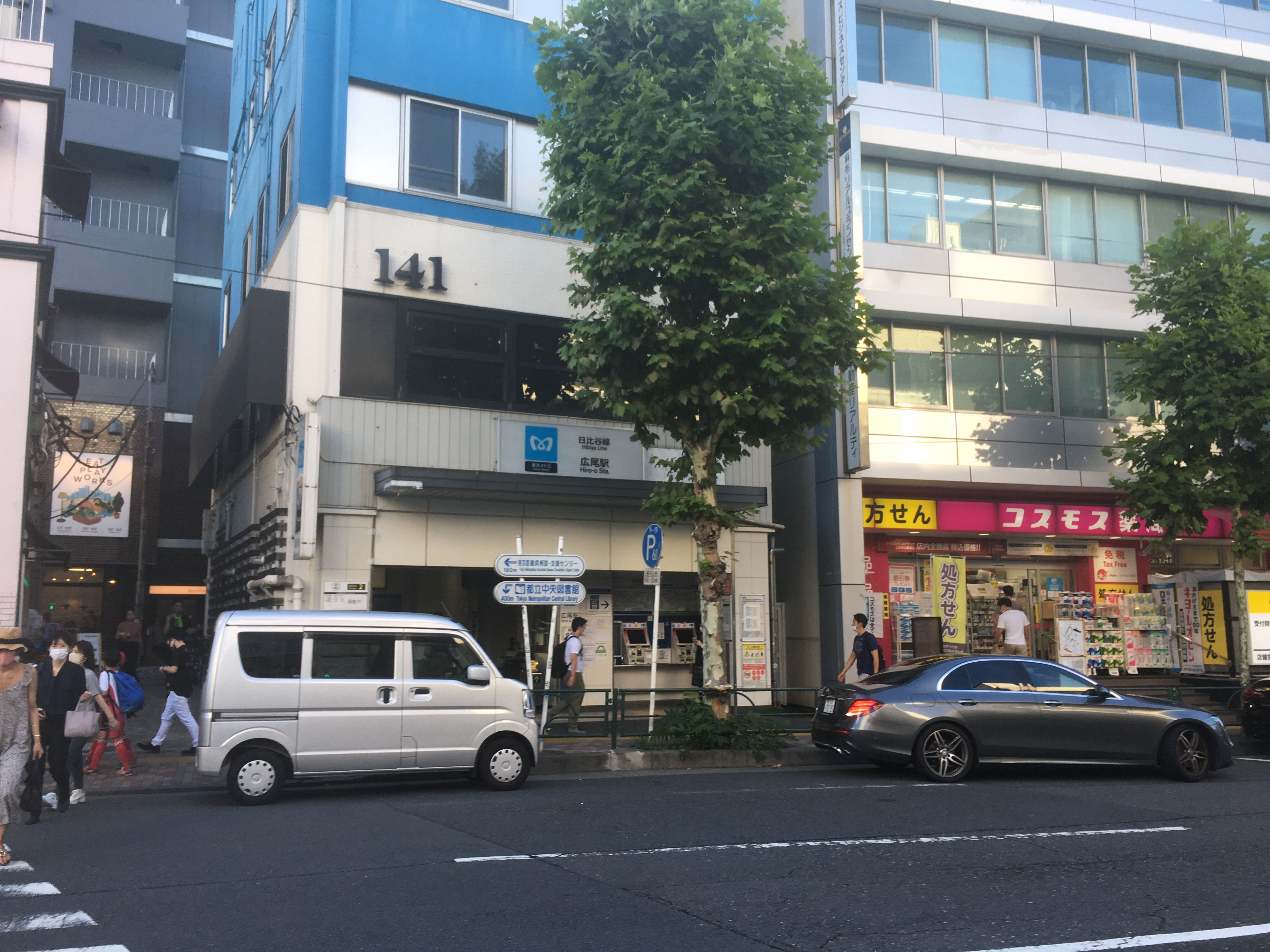
広尾駅店（東京都渋谷区） 首都圏進出1号店、都市型の小型店舗

## 不祥事
2025年4月1日、大阪府の店舗で隣接するラーメン店との共同駐車場に駐車していたラーメン店の顧客の車に、隣接する「コスモス」店長の署名入りで「無断駐車はお断りします」「1万円を申し受けいたします」などと印刷された貼り紙のようなメモが挟まれる事案が発生。3日後に、「弊店従業員は、共用駐車場との認識を持っておりませんでした」と釈明を行っている。